# محافظة ماينغسان
محافظة مينغسان هي محافظة تقع في بيونغان الجنوبية، كوريا الشمالية.